# Euceratherium
Genre
Synonymes
- Aftonius Hay, 1913[2]
- Preptoceras Furlong, 1905[2]

Euceratherium est un genre éteint de bovidés.

## Systématique
Le genre Euceratherium a été créé en 1904 par les paléontologues américains Eustace Leopold Furlong (d) (1874-1950) et William John Sinclair (1877-1935) avec pour espèce type Euceratherium collinum.

## Liste d'espèces
Selon Paleobiology Database (30 juillet 2021) :
- † Euceratherium americanum Gidley, 1913
- † Euceratherium collinum Furlong & Sinclair, 1904 - espèce type